# Natursprunganlage
Natursprunganlage – kompleks skoczni narciarskich znajdujący się w austriackim Achomitz. W jego skład wchodzą skocznie: K75, K50, K30, K20 i K4.

## Parametry skoczni normalnej
- Punkt konstrukcyjny: 75 m
- Wielkość skoczni (HS): 80 m
- Punkt sędziowski: 80 m
- Rekord skoczni: 80,5 m –  Markus Rupitsch (22.01.2012)
- Długość rozbiegu: 65 m
- Nachylenie rozbiegu: b.d.
- Długość progu: 6,5 m
- Nachylenie progu: 11°-12,3°
- Wysokość progu: 2,8 m
- Nachylenie zeskoku: 35°
- Średnia prędkość na rozbiegu: b.d.

## Parametry skoczni średniej
- Punkt konstrukcyjny: 50 m
- Wielkość skoczni (HS): b.d.
- Punkt sędziowski: b.d.
- Rekord skoczni: 57,5 m –  Lukas Müller (31.12.2005)
- Długość rozbiegu: 47,5 m
- Nachylenie rozbiegu: b.d.
- Długość progu: 4,75 m
- Nachylenie progu: 12°
- Wysokość progu: 2 m
- Nachylenie zeskoku: 35°
- Średnia prędkość na rozbiegu: b.d.